# Августинизм
Августини́зм или августиниа́нство — течение в средневековой патристике, находящееся в русле основных идей Блаженного Августина, доминирующее учение протестантизма, но до сих пор официально развивается также Орденом августинцев. Никогда не представляло собой чётко оформленной системы. Как правило, для мыслителей-августинцев характерно внимание не столько к онтологическим, сколько к психологическим и социальным проблемам, ориентация не на Аристотеля, а на Платона, а также солидарность с августиновской концепцией благодати и предопределения. По этой концепции, человек не может спастись собственными силами, и благодать даруется ему не за заслуги (которых ничтожно мало): человек избирается для спасения по непостижимой Божьей воле. 
Для августианства характерны:
- ориентация более на Платона и неоплатонизм, чем на Аристотеля;
- в теологии — аналогия между тремя способностями души (памятью, разумом и волей) и тремя лицами Троицы, а также предпочтение, отдаваемое т. н. онтологическим доказательствам бытия Бога;
- в гносеологии — тезис о вере как предпосылке всякого знания, а также акцент на умозрительной интуиции, в акте которой озарение свыше и деятельность человеческого ума неразделимы;
- в философской антропологии — крайне идеалистическая позиция, видящая в человеке душу, которая лишь «пользуется» телом как своим орудием;
- в доктрине о спасении — акцент на предопределении.

Августинианство доминировало в католической церкви до середины XIII века, когда его потеснил томизм. К августинианцам относятся Абеляр, Ансельм Кентерберийский, Бонавентура, Иоанн Дунс Скот, Уильям Оккам, Григорий из Римини и другие. Возрождением августинизма можно считать протестантскую Реформацию, начатую монахом-августинцем Мартином Лютером. Особое место занимает Паскаль, оказавший влияние на позднейших внеконфессионально мыслящих экзистенциалистов, благодаря чему дух августинианства вышел за рамки христианства. В дебатах позднего Средневековья августинианство отстаивалось мыслителями францисканского и августинского орденов против доминиканцев-томистов. Отголоски критики томизма с позиций августинианства встречаются вплоть до XX века, причём как в католической религиозной философии (Й. Гессен), так, в преобразованном виде, и за её пределами (К. Ясперс).